# Claire Chazal
Claire Chazal (Thiers, 1956. december 1. –) francia újságíró, regényíró, a France 2 tévécsatorna korábbi hírigazgatója.
1991-től Chazal volt a TF1 hétvégi híreinek műsorvezetője 2015. szeptember 13-ig. Anne-Claire Coudray lett a helyettese, aki korábban gyakran helyettesítette Chazalt, amikor távol volt.
2010 és 2015 között a hírek után 13:30-kor a Reportages című műsort vezette.
Chazal vezette a Je/nous de Claire című beszélgetős műsort a Pink TV meleg TV-csatornán, amelynek elindítását 2004-ben segítette. Ennek a műsornak a címe fonetikusan a Le Genou de Claire című francia film címére utal.
Chazal a HEC Paris gazdasági egyetemen végzett.